# Nostralgia
| Recensione       | Giudizio |
| ---------------- | -------- |
| All Music Italia |          |
| Newsic           |          |
| Ondarock         |          |
| Rockit           | Positivo |
| Rockol           |          |

Nostralgia è il secondo album in studio del duo musicale italiano Coma Cose, pubblicato il 16 aprile 2021 per le etichette Asian Fake/Sony Music e prodotto dai Mamakass.
Il lavoro è stato anticipato dal singolo Fiamme negli occhi, presentato al Festival di Sanremo 2021.

## Tracce
Testi e musiche di Fausto Zanardelli, Francesca Mesiano, Fabio Dalè, Carlo Frigerio.
1. Mille tempeste – 4:15
2. La canzone dei lupi – 3:19
3. Discoteche abbandonate – 3:17
4. Fiamme negli occhi – 3:26
5. Novantasei – 3:14
6. Zombie al Carrefour – 3:23
7. Outro (Skit) – 0:56

## Classifiche
| Classifica (2021) | Posizione massima |
| ----------------- | ----------------- |
| Italia            | 5                 |